# Špičák (Ralská pahorkatina, 379 m)
Špičák (379 m n. m.) je vrch v okrese Mělník Středočeského kraje, v CHKO Kokořínsko. Leží asi 0,8 km ssz. od vsi Jestřebice na jejím katastrálním území.

## Popis vrchu
Je to vrch ve tvaru menšího kužele na neovulkanickém tělese z bezolivinických foiditů, vypreparovaného ze svrchnokřídových křemenných pískovců. U vrcholu je opuštěný kamenolom (za jeho západní hranou je nejvyšší bod kopce), kolem kterého je rozptýlena malá chatová osada. Vrch je zcela zalesněn výše listnatým, níže jehličnatým lesem.

## Geomorfologické zařazení
Vrch náleží do celku Ralská pahorkatina, podcelku Dokeská pahorkatina, okrsku Polomené hory, podokrsku Kokořínská vrchovina a Střezivojické části.

## Přístup
Vrch je snadno dostupný ze silnice Jestřebice – Dobřeň, ke které přiléhá těsně ze západu.